# Ophrys varvarae
Ophrys varvarae är en orkidéart som beskrevs av Faller och K.Kreutz. Ophrys varvarae ingår i ofryssläktet, och familjen orkidéer.
Artens utbredningsområde är Kriti. Inga underarter finns listade i Catalogue of Life.